# Renzo Fontona
Renzo Fontona (Riccò del Golfo, 2 luglio 1939) è un ex ciclista su strada italiano.
Professionista dal 1960 al 1968, ottenne una sola vittoria in carriera; partecipò comunque anche a Giro d'Italia, Tour de France e campionati del mondo, ottenendo fra l'altro un sesto posto finale al Giro e un settimo al Tour. Aveva buone caratteristiche di scalatore, di regolarità e di resistenza; era meno forte invece in volata.

## Carriera
Nato nella frazione riccolese di Valdipino, ha corso durante gli anni sessanta ottenendo un solo successo, il Gran Premio di Pistoia del 1961, che all'epoca valeva anche come prova del Trofeo Cougnet. In quell'anno fu anche secondo al Giro del Lazio e terzo al Giro di Lombardia.
Si ricordano anche due terzi posti in altrettante tappe del Giro d'Italia: il primo nel 1963, decima tappa con arrivo ad Asti e il secondo nel 1964, nella sedicesima tappa con arrivo a Livorno.
Nel 1964 ottenne anche un secondo posto al Tour de France, nella sedicesima tappa che andava da Grenoble a Val-d'Isere dietro Fernando Manzaneque.

## Palmarès
- 1961

Gran Premio di Pistoia

## Piazzamenti

### Grandi Giri
- Giro d'Italia

1961: 18º
1962: ritirato
1963: 11º
1964: 6º
1965: 11º
1966: 15º
1967: 21º
- Tour de France

1962: 35º
1963: 7º
1965: 15º

### Classiche monumento
- Milano-Sanremo

1963: 71º
- Giro di Lombardia

1961: 3º
1962: 31º
1963: 14º
1964: 17º
1965: 16º

### Competizioni mondiali
- Campionati del mondo

Ronse 1963 - In linea: ritirato